# Mahson
Mahson fou un estat tributari protegit del tipus zamindari o talukdari al districte de Basti al modern Uttar Pradesh, format per uns cent-cinquanta pobles.
Brahm Deo fou el darrer sobirà del regne Katyur a Kumaon Regne de Garhwal, i a la seva mort el regne es va fraccionar; el seu net Abhay Pal Deo va continuar el regne a Askote, al districte de Pithoragarh a Kumaon; els seus dos fill Alakh Deo i Tilak Deo van sortir d'Askote el 1305 amb un gran exèrcit i després de creuar les regions de la plana de Tarai (Índia) van arribar a la zona de Gonda/Gorakhpur que estava dominada pels bhars, i s'hi van establir; els rius Ghagra al sud i Rapti Occidental a l'est protegien el territori. Derrotats el bhars, Alakh Deo va establir la seva capital a 100 km de Gorakhpur i a 32 km de Basti, a Mahuli (1305); el seu regne (Mahuli) va abraçar aviat 47 km amb centenars de pobles; Alakh Deo va morir el 1342. El seu fill Taptej Deo va donar suport al sultà de Delhi Firuz Xah Tughluq (1351-1388) contra el governador de Bengala que s'havia revoltat i independitzat, i a canvi va ser reconegut com a raja amb el nom de Taptej Pal. Va obtenir diversos privilegis que el van portar al capdavant de la família Askote de la qual Alakh Deo era només una branca. Va morir el 1359. Mardan Pal (1585-1620) va pagar tribut a l'Imperi Mogol; Dweep Pal (1710-1730) va pagar el tribut al nawab d'Oudh.
Sota Safafraj Pal l'estat fou atacat per alguns veïns el 1780 però foren derrotats a la batalla de Murkatti; no obstant les pèrdues patides van debilitar en gran manera l'estat; es va decidir el trasllat de capital a un lloc més segur i es va escollir Mahson, 22 km més enllà. El 1801 Oudh va cedir diversos territoris a la Companyia Britànica de les Índies Orientals i els senyors locals van deixar de pagar tributs; quan la companyia va voler imposar el seu domini es van revoltar entre ells el raja de Mahson; després d'uns anys de lluita van haver d'acceptar el domini britànic però foren reconeguts com a talukdars i van mantindre títols i privilegis.

## Llista de rages
A continuació s'enumeren els governants.
- Raja Alakh Deo 1305-1342
- Raja Taptej Pal (fill) 1342-1359
- Raja Khan Pal (fill) 1359-1372
- Raja Kunwar Pal 1372-1404
- Raja Tej Pal 1404-1421
- Raja Sakat Pal 1421-1441
- Raja Maan Pal 1441-1480
- Raja Parashuram Pal 1480-1535
- Raja Dweep Pal 1535-1585
- Raja Mardan Pal 1585-1620
- Raja Prithvi Pal 1620-1631 (fill)
- Raja Yudhishtir Pal 1631-1674
- Raja Mani Pal 1674-1710
- Raja Dweep Pal 1710-1730
- Raja Bakhtawar Pal 1730-1774 (fill)
- Raja Sarafraj Pal 1774-1833 (fill)
- Raja Shamsher Bahadur Pal 1833-1834 (fill)
- Raja Mardan Pal 1834-1850 (fill)
- Raja Bhawani Ghulam Pal 1850-1892 (fill)
- Raja Narendra Bahadur Pal 1892-1924 (fill)
- Raja Vijaipratap Narayan Bahadur Pal 1924-1930 (fill)
- Raja Kashi Nath Bahadur Pal 1930-1955 (+1988)